# Municipio de Logan (condado de Hand)
El municipio de Logan (en inglés, Logan Township) es una subdivisión territorial del condado de Hand, Dakota del Sur, Estados Unidos. Según el censo de 2020, tiene una población de 35 habitantes.
Abarca una zona exclusivamente rural.

## Geografía
Está ubicado en las coordenadas 44°24′42″N 98°59′36″O / 44.41167, -98.99333 (44.411672, -98.993288). Según la Oficina del Censo de los Estados Unidos, tiene una superficie total de 93.28 km², de la cual 93,20 km² corresponden a tierra firme y 0,08 km² es agua.

## Demografía
Según el censo de 2020, hay 35 personas residiendo en la zona. La densidad de población es de 0.38 hab./km². El 100 % de los habitantes son blancos. No hay hispanos o latinos viviendo en el área.